# Leonor de Schwarzenberg
Leonor Isabel Amália Madalena de Schwarzenberg, a Princesa Vampiro, nascida de Lobkowicz (Mělník, 20 de junho de 1682 – Viena, 5 de maio de 1741) foi uma nobre da Casa de Lobkowicz e por casamento Princesa de Schwarzenberg.

## Biografia
Leonor era a filha príncipe Fernando Augusto de Lobkowicz (1655-1715), duque de Sagan, e de sua segunda esposa a Margravina Maria Ana Guillermina de Baden-Baden (1655-1701), filha do margrave Guilherme de Baden-Baden.
Em 6 de dezembro de 1701 a princesa Leonor se casou com o Hofmarschall da Áustria, príncipe herdeiro e posteriormente príncipe Adão Francisco Carlos Eusébio de Schwarzenberg. Leonor era considerada una dama culta e muitas vezes mostrava sua erudição na corte de seu marido. 
Deste casamento nasceram dois filhos:
- Maria Ana (1706-1755), casada com o margrave Luís Jorge de Baden-Baden.
- José I de Schwarzenberg (1722-1782).

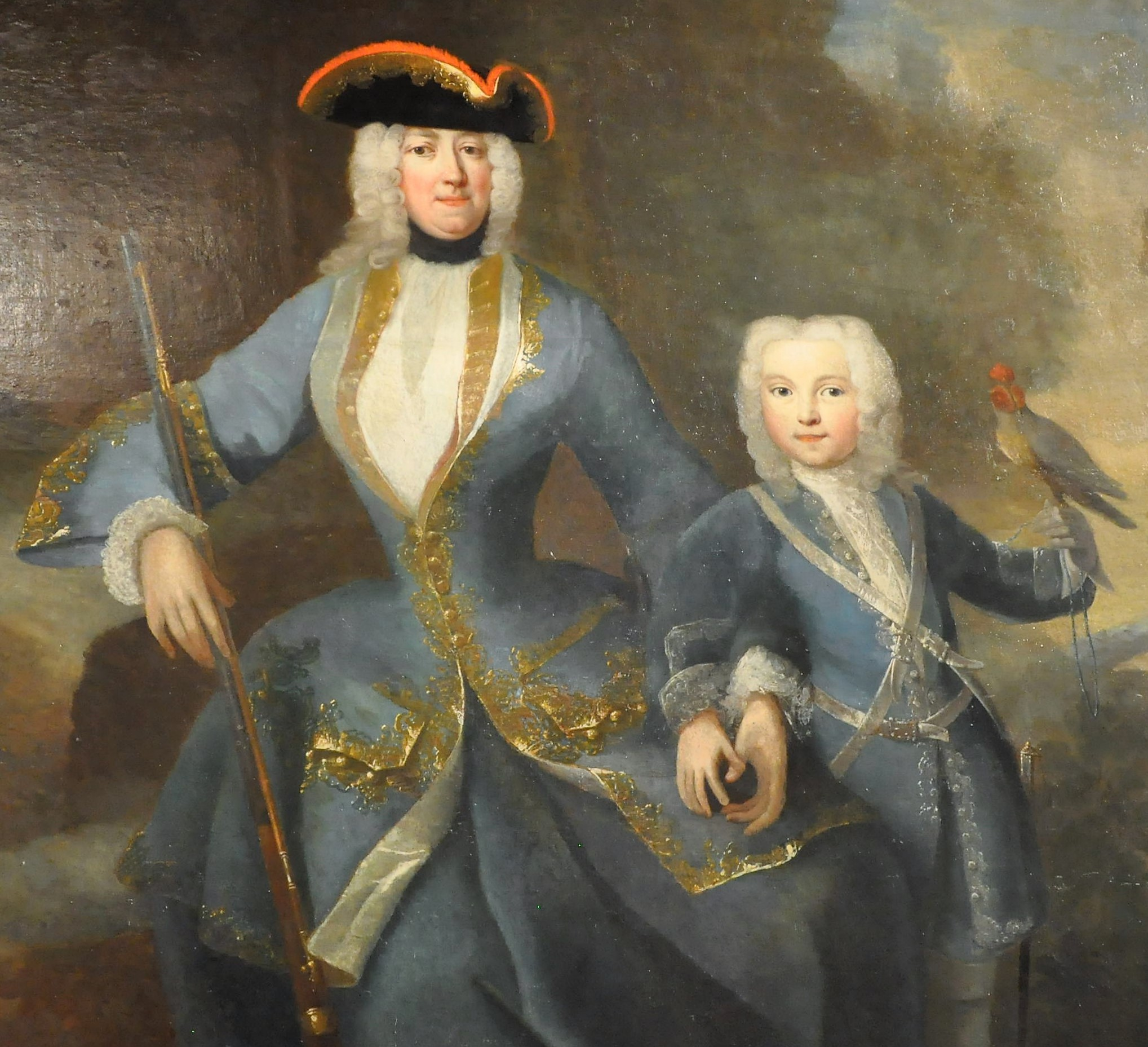
Leonor e seu filho José

O marido de Leonor faleceu em 1732 após um acidente de caça nas dependências imperiais próximas a Brandýs nad Labem-Stará Boleslav, atualmente na República Checa. O imperador Carlos VI abriu fogo e o príncipe Adão se encontrava na trajetória do disparo. Posteriormente o imperador levou o filho de Leonor a sua corte em Viena e a princesa viúva recebeu uma pensão de 5000 guldens.
A princesa Leonor faleceu em 5 de maio de 1741 no Palácio Schwarzenberg em Viena. Franz von Gerstoff, o médico do imperador, teve autorização para realizar uma autópsia décadas depois e em seu diagnóstico constatou que a princesa havia morrido vítima de um câncer cervical.

## Vampirismo
A princesa Leonor tem sido relacionada ao mito dos vampiros, e é dito que o poema Lenore é baseado em sua figura. Em 2007, o documentário austríaco The Vampire Princess investigou a lenda e a tese do vampirismo de Leonor.
Na reportagem de Klaus Steindl, transmitida pela rede francesa Arte, mostrou que Leonor poderia ter sido uma das fontes do moderno mito do vampirismo. No final de sua vida, gravemente doente, a princesa gastou grande fortuna para obter remédios médicos, fazendo com que rumores sobre fórmulas esotéricas prolongassem sua vida. De fato, depois de sua morte, uma grande pedra foi colocada sob seu caixão, para que ela "jamais pudesse ressuscitar dos mortos".

## Títulos
- 1682 – 1701: Princesa Leonor de Lobkowicz
- 1701 – 1703: Sua Alteza Sereníssima, a Princesa Herdeira de Schwarzenberg
- 1703 – 1732: Sua Alteza Sereníssima, a Princesa de Schwarzenberg
- 1732 – 1741: Sua Alteza Sereníssima, a Princesa Viúva de Schwarzenberg